# Луканцов, Евгений Вячеславович
Евгений Вячеславович Луканцов (род. 5 декабря 1991, Иркутск) — российский гребец-байдарочник, выступает за сборную России начиная с 2013 года. Участник летних Олимпийских игр в Рио-де-Жанейро, двукратный бронзовый призёр чемпионатов мира, чемпион юниорских первенств Европы и мира, многократный победитель и призёр первенств национального значения. На соревнованиях представляет Рязанскую область. Заслуженный мастер спорта РФ.

## Биография
Евгений Луканцов родился 5 декабря 1991 года в Иркутске. Впоследствии переехал на постоянное жительство в Рязань, где обучался в Рязанском государственном радиотехническом университете. Заниматься греблей начал сравнительно поздно в возрасте четырнадцати лет по совету старшего брата. Проходит подготовку в ГАУ ДО СДЮСШОР «Олимпиец» под руководством заслуженного тренера России Владимира Владимировича Тебенихина. Является спортсменом-инструктором государственного автономного учреждения Рязанской области "Центр спортивной подготовки".
Впервые заявил о себе в 2011 году, став чемпионом России по гребле на байдарках и каноэ, впоследствии неоднократно повторял это достижение в различных дисциплинах. Первого серьёзного успеха на международном уровне добился в 2013 году, когда попал в состав российской национальной сборной и побывал на юниорском чемпионате Европы, откуда привёз награду серебряного достоинства. Также, будучи студентом, в этом сезоне отправился представлять страну на летней Универсиаде в Казани, где вместе с напарником Дмитрием Гудимовым стал бронзовым призёром в зачёте двухместных байдарок на дистанции 500 метров.
В 2014 году Луканцов одержал победу на молодёжных первенствах Европы и мира, после чего попал в основной состав сборной команды России и дебютировал на взрослом международном уровне, в частности выступил на взрослом чемпионате мира в Москве — в одиночках на дистанции 200 метров занял тринадцатое место, тогда как в программе эстафеты 4 × 200 стал четвёртым, остановившись в шаге от призовых позиций. В 2015 году участвовал в первых Европейских играх в Баку, где занял седьмое место в двухсотметровой дисциплине одиночных байдарок.
Благодаря череде удачных выступлений Евгений Луканцов удостоился права защищать честь страны на летних Олимпийских играх 2016 года в Рио-де-Жанейро. Стартовал здесь в зачёте байдарок-одиночек на двухсотметровой дистанции — с четвёртого места квалифицировался на предварительном этапе, но на стадии полуфиналов финишировал лишь седьмым и попал тем самым в утешительный финал «Б», где занял шестое место и, таким образом, расположился в итоговом протоколе соревнований на четырнадцатой строке.
В настоящее время проходит обучение в Академии физической культуры и спорта Южного федерального университета. За выдающиеся спортивные достижения удостоен почётного звания «Заслуженный мастер спорта РФ. Награжден Почётной грамотой Президента РФ. Награжден медалью «За укрепление боевого содружества».